# Diaporthe mahoniae
Diaporthe mahoniae är en svampart. Diaporthe mahoniae ingår i släktet Diaporthe och familjen Diaporthaceae.

## Underarter
Arten delas in i följande underarter:
- foliicola
- mahoniae